# Дінтелорд
Дінтелорд (нід. Dinteloord) — село в нідерландській провінції Північний Брабант. Входить до муніципалітету Стенберген.
Його площа становить 49,89 км², а населення станом на 2021 рік складало 5 735 осіб.
Перша згадка про населений пункт датується 1604 роком.

## Галерея

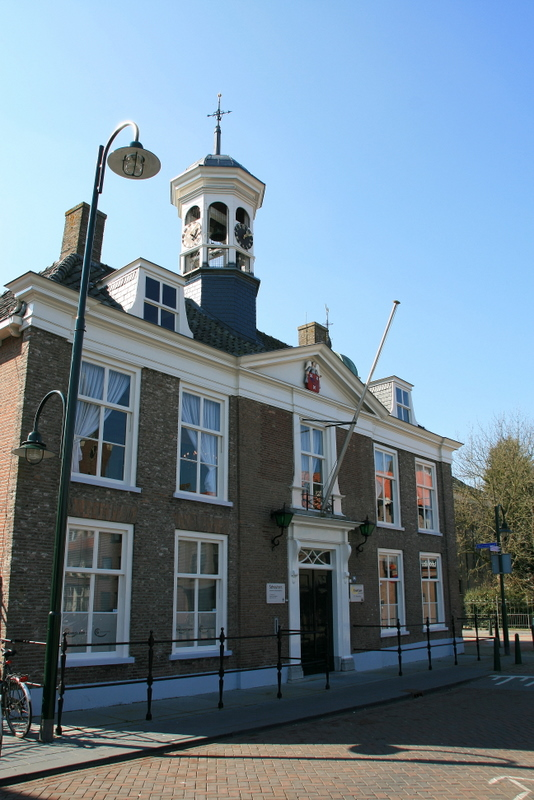
Будівля мерії
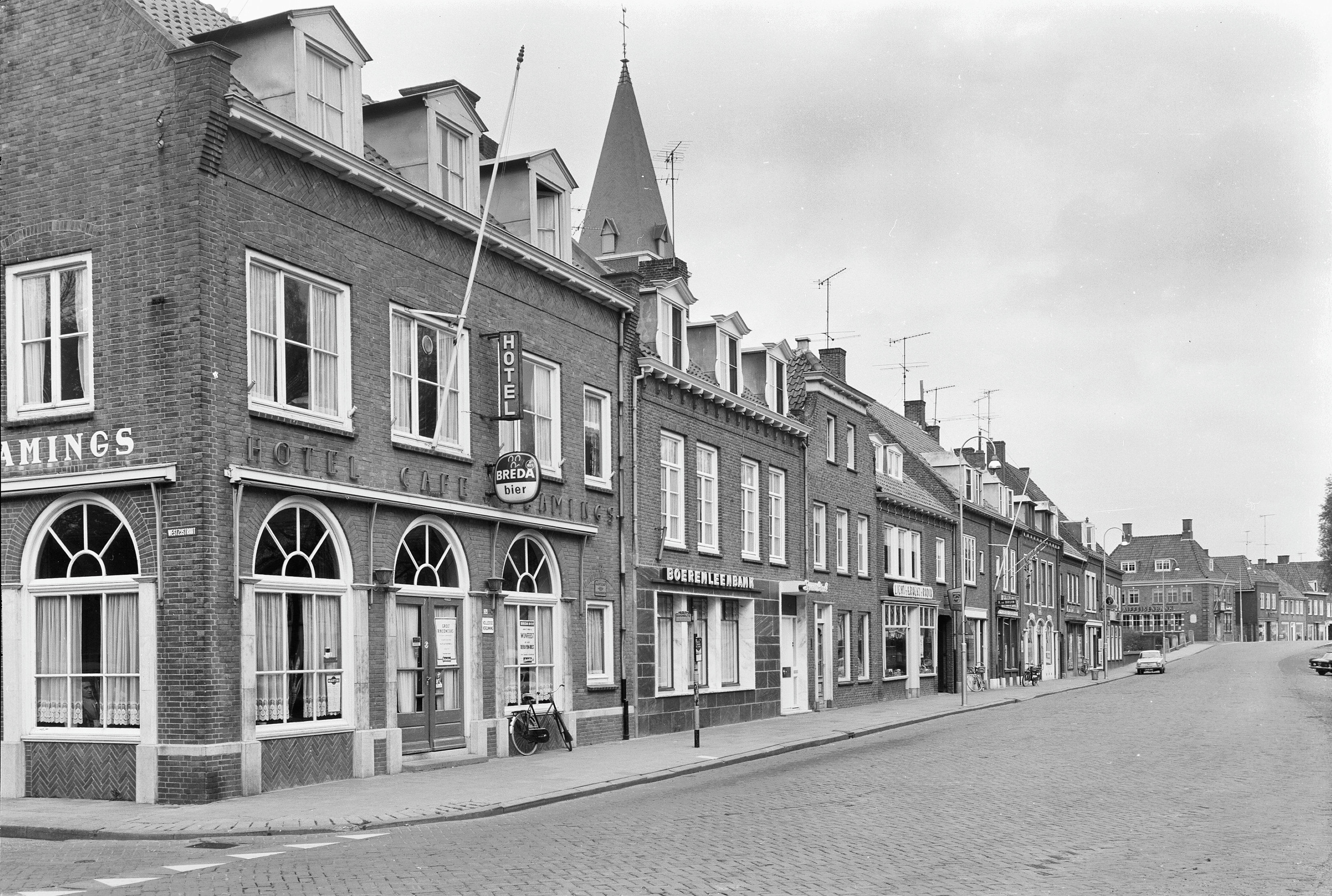
Вулична панорама (1966)
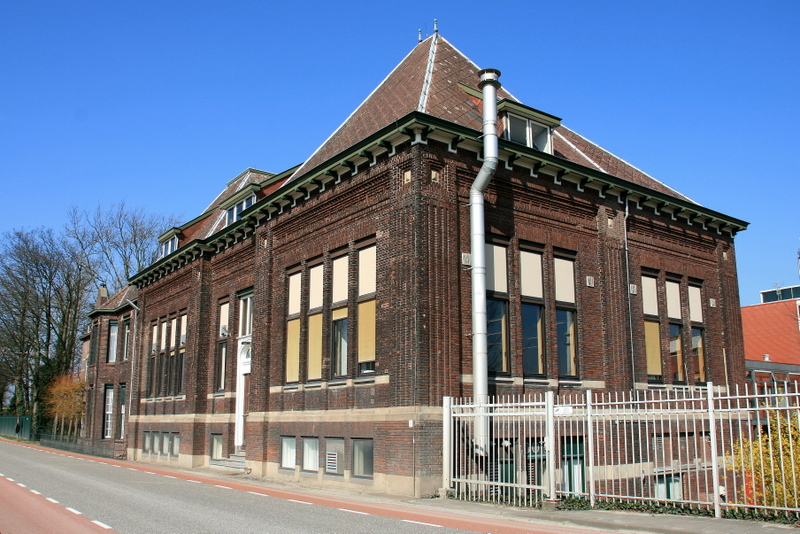
Будівля цукрового заводу
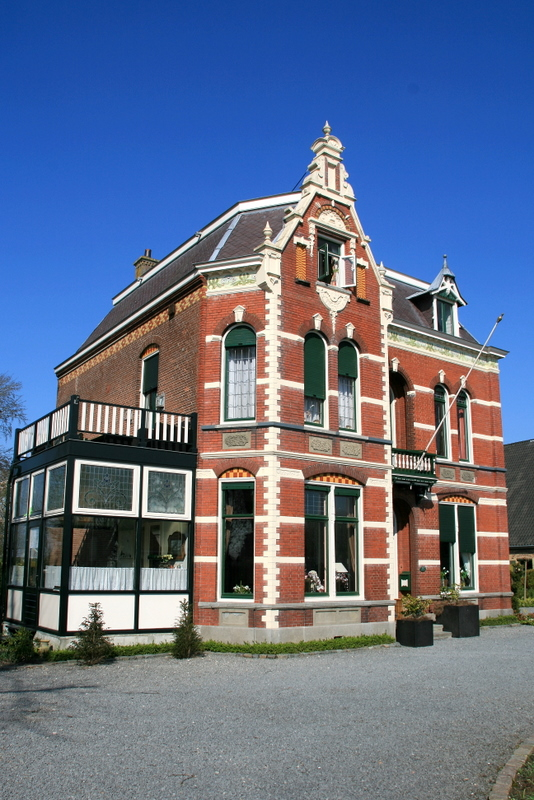
Вілла в Дінтелорді